# Linderöds församling
Linderöds församling var en församling i Villands och Gärds kontrakt i Lunds stift. Församlingen låg i Kristianstads kommun i Skåne län och ingick i Västra Vrams pastorat. Församlingen uppgick 2022 i Tollarps församling.

## Administrativ historik
Församlingen har medeltida ursprung och var till 1962 i pastorat med Äsphults församling, före 1 oktober 1922 som annexförsamling, därefter som moderförsamling. Från 1962 till 2006 annexförsamling i pastoratet Västra Vram, Östra Vram och Linderöd som från 1975 även omfattade Äasphults församling. Församlingen ingick sedan från 2006 i pastoratet Västra Vrams pastorat bestående av Västra och Östra Vrams församling, Linderöds församling och Äsphults församling. Församlingen uppgick 2022 i Tollarps församling.

## Kyrkor
- Linderöds kyrka